# NGC 3769A
NGC 3769A је спирална галаксија у сазвежђу Велики медвед која се налази на NGC листи објеката дубоког неба.
Деклинација објекта је + 47° 52' 54" а ректасцензија 11h 37m 50,5s. Привидна величина (магнитуда) објекта NGC 3769 износи 14,2 а фотографска магнитуда 14,8. NGC 3769A је још познат и под ознакама MCG 8-21-77, CGCG 242-66, ARP 280, KCPG 294B, IRAS 11350+4809, PGC 36008.